# Habgier

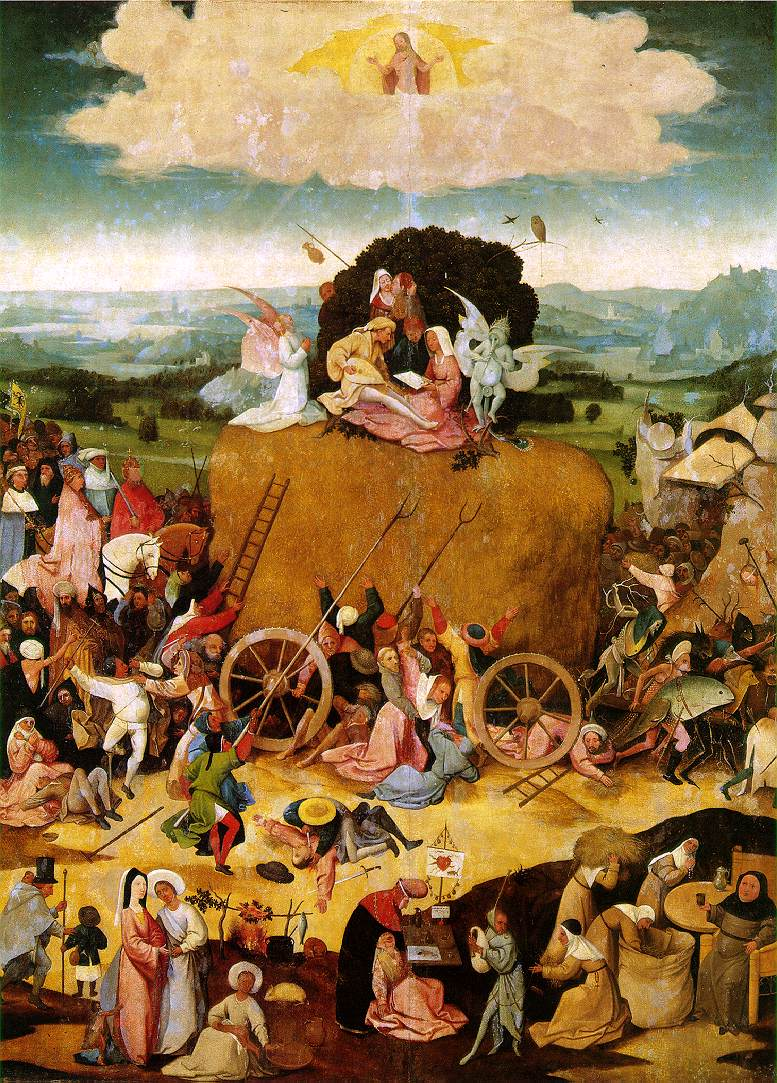
Hieronymus Bosch: Der Heuwagen (Mittelflügel), um 1500
Ein flämisches Sprichwort sagt: „Die Welt ist ein Heuhaufen – ein jeder pflückt davon, soviel er kann.“

Habgier, Raffgier, Habsucht oder Raffsucht ist das übersteigerte Streben nach materiellem Besitz, unabhängig von dessen Nutzen, und eng verwandt mit dem Geiz, der übertriebenen Sparsamkeit und dem Unwillen zu teilen.
Habgier ist dem Egoismus, der Eifersucht und dem Neid verwandt.

## Perspektive der Religion
Im Katholizismus gehört die Avaritia, der Geiz, die Habsucht, als zweite zu den sieben Hauptlastern oder -sünden, die als die Wurzeln von Todsünden betrachtet werden. Im Lukasevangelium, 12. Kapitel, Vers 15 heißt es: „Und er sprach zu ihnen: Seht zu und hütet euch vor aller Habgier, denn niemand lebt davon, daß er viele Güter hat.“ Im Epheserbrief, 5. Kapitel, Vers 5 steht sogar: „Ihr könnt sicher sein, dass kein unzüchtiger, unreiner oder habgieriger Mensch je das Reich Christi und Gottes miterben wird.“ Siehe auch: Laster.

## Strafrecht
Die Habgier spielt eine besondere Rolle im deutschen Strafrecht als Tatbestandsmerkmal des Mordes (§ 211 StGB) und ist eines der Merkmale, das eine Tötung als Mord qualifiziert. Habgier wird von der Rechtswissenschaft als „rücksichtsloses Streben nach Gewinn um jeden Preis“ definiert. Sie gehört zum subjektiven Tatbestand (Mordmerkmal der ersten Gruppe). Damit das Vorliegen der Habgier bejaht werden kann, muss sie nicht das einzige Motiv der Tötung sein, aber tatbeherrschend und/oder „bewusstseinsdominant“. Es genügt nach – insbesondere auch in der Rechtsprechung vorherrschender – Auffassung, wenn der Täter durch die Tötung lediglich Aufwendungen ersparen will (z. B. Unterhaltszahlungen oder die Rückzahlung eines Darlehens). Der Täter muss also durch die Tat sein Vermögen objektiv wie auch aus seiner Sicht unmittelbar vermehren wollen, wobei der Entfall von „Passiva“ ausreicht (beim Versuch ist beim Ausbleiben des Erfolges auf die Wahrscheinlichkeit abzustellen).

## Perspektive der Pädagogik
Zu den Autoren, die zum Thema „Unersättlichkeit nach Dingen“ von pädagogischer Seite beigetragen haben, zählt die amerikanische Familientherapeutin Wendy Mogel, die dem Thema ein Kapitel in ihrem 2001 erschienenen Buch The Blessings of a Skinned Knee gewidmet hat. Fehlende Dankbarkeit und unstillbares Verlangen nach immer neuen elterlichen Leistungen wie z. B. Spielsachen ist eine der zentralen Auffälligkeiten der Kinder, die in ihre Praxis kommen. Während die Eltern das kindliche Begehren unnötiger Dinge oft als Verhaltensstörung deuten, argumentiert Mogel, dass dieses eine natürliche Gegebenheit sei, die weder kuriert werden könne, noch kuriert zu werden brauche. Das Kind müsse allerdings erlernen, seine Sehnsüchte durch Selbstbeherrschung unter Kontrolle zu bekommen und nicht sein Verhalten davon leiten zu lassen.
Mogel entwickelt ihr Erziehungskonzept aus der jüdischen Tradition. Im Judentum gilt das Prinzip „deed before creed“ (deutsch: „Handeln geht vor Glauben“), und Mogel betont, dass richtiges Verhalten wichtiger sei als „richtiges Fühlen“. Weil auch die Verhaltenstherapie postuliere, dass die Gefühle dem Verhalten folgen, sei es sinnvoll, dass die Eltern das Sich-Beklagen und Betteln des Kindes unterbinden; das Kind werde dann nicht nur das unerwünschte Verhalten unterlassen, sondern früher oder später tatsächlich weniger Gier und mehr Dankbarkeit empfinden. Ein Kind könne auch lernen, ein „Nein“ der Eltern auf zivilisierte Weise anzunehmen. Mogel empfiehlt, die Leidenschaftlichkeit des Kindes zu respektieren und wertzuschätzen (weil sie starke Antriebe in ihrem Kind ja gutheißen), ohne seinem Betteln nach immer neuen Dingen nachzugeben. Das „Nein“ der Eltern brauche das Kind weder nachzuvollziehen noch anzuerkennen. Da es noch nicht die Reife besitzt, um zwischen Erwünschtem und Benötigtem zu unterscheiden, rät Mogel Eltern davon ab, an die Einsicht des Kindes zu appellieren. Ebenso wenig hält sie davon, einem Kind einen Wunsch auszureden oder madig zu machen.
Als Stolperstein in der Erziehung zu Selbstbeherrschung und Dankbarkeit benennt Mogel die Sprachfertigkeit vieler Kinder, die ihre Wünsche mit dem argumentativen Geschick eines Staranwalts verteidigen, was viele Eltern verunsichere, etwa weil sie insgeheim fürchten, für ihr Kind nicht genug zu tun. Andere bewundern die Beredtheit ihres Kindes und lassen sich bereitwillig in Debattierwettkämpfe verwickeln, was für das Kind ebenfalls ein falsches Signal setzt.

## Habgier in der Literatur und in den populären Medien
Die Habgier wird in vielen Kulturen moralisch verurteilt und zieht auch in Sagen, Märchen und Religionen Strafen nach sich.
So wird in der griechischen Mythologie vom phrygischen König Midas erzählt. Dieser habe Dionysos darum gebeten, dass alles, was er berühre, zu Gold werden möge, um sich von der Tributpflicht zu lösen und Reichtum anhäufen zu können. Dionysos gewährte ihm diesen Wunsch. Damit war Midas zum Verhungern verdammt, da sich auch seine Nahrung in Gold verwandelte. Schließlich gelang es ihm, sich durch ein Bad im Fluss Paktolos von diesem Geschenk zu befreien.
Eine einschlägige Fabel ist Canis per fluvium carnem ferens.
Das Märchen Vom Fischer und seiner Frau erzählt von einem armen Fischer, der einen Wünsche erfüllenden Zauberfisch fängt, und dessen Frau daraufhin der Habgier verfällt, was die Geschichte böse enden lässt. In der Tragikomödie Der Besuch der alten Dame von Friedrich Dürrenmatt verspricht eine steinreiche alte Dame dem Dorf, in dem sie aufwuchs, eine Milliarde, wenn es den Mann ermordet, der sie einst geschwängert hatte. Somit nutzt sie die Habgier der Bevölkerung, um zum Mord anzustiften und Rache zu üben. In dem Roman Eugénie Grandet von Honoré de Balzac zeigt sich die Habgier als vorherrschender Charakterzug der männlichen Figuren, unter denen die tugendhafte Eugénie zeit ihres Lebens zu leiden hat.
Ein Beispiel aus den populären Medien ist die Figur Dagobert Duck, die Habgier verkörpert. Charlie Chaplins Film Goldrausch ist ein ironischer Kommentar zur Geldgier. Im Spielfilm Wall Street hält die Hauptperson Gordon Gekko eine Lobrede auf die Gier, die an eine Rede des Börsenspekulanten Ivan F. Boesky angelehnt ist.

## Redewendungen
Ein habgieriger Mensch wird auch als Raffke bezeichnet.

## Zitate
- Nichts genügt demjenigen, dem das, was genügt, zu wenig ist. – Epikur
- Es ist gut wenn man habgierig ist. Ich möchte sogar behaupten, dass es gesund ist, habgierig zu sein. Du kannst gierig sein und dich dabei gut fühlen. – Ivan F. Boesky
- Suche nichts außer Ihn. Er genügt dir! Du magst habgierig sein, soviel du willst: Gott ist genug! – Aurelius Augustinus
- Mache Geld, mache mehr Geld, mache, dass Leute mehr Geld machen! – L. Ron Hubbard
- Die Welt hat genug für jedermanns Bedürfnisse, aber nicht für jedermanns Gier. – Mahatma Gandhi
- Ein jeder Wunsch, wenn er erfüllt, kriegt augenblicklich Junge. – Wilhelm Busch
- Habgier im Alter ist eine Narrheit. Vergrößert man denn seinen Reiseproviant, wenn man sich dem Ziel nähert? – Cicero